# Левобережная Соколка
Левобережная Соколка (укр. Лівобережна Сокілка) — село,
Ольховатский сельский совет,
Кобелякский район,
Полтавская область,
Украина.
Население по переписи 2001 года составляло 333 человека.

## Географическое положение
Село Левобережная Соколка находится в 2,5 км от левого берега реки Ворскла и
примыкает к селу Панское.

## История
В центральном государственном историческом архиве Украины в городе Киеве имеется метрическая книга за 1723 год
До 1930-х годов была одна Соколка, впоследствии разделившиеся на Левобережную и Правобережную Соколку
Есть на карте 1787 года